# Kategoria
Kategoria (z gr. kategorein – orzekać) – podstawowy zbiór przedmiotów; element wyczerpującego podziału wszystkich bytów na najbardziej ogólne gatunki i rodzaje. Termin został utworzony przez Arystotelesa, który wyróżnił dziesięć kategorii: kategorię substancji i dziewięć kategorii przypadłościowych. Podziału tego dokonał na drodze rozróżnienia między podmiotem zdania (którymi jest substancja) a jego orzeczeniem (którymi są kategorie przypadłościowe) i analizy orzeczeń greckich, która doprowadziła do powstania listy kategorii przypadłościowych. Współcześnie Arystotlesowskiego podziału kategorii nie uznaje się przeważnie ani za wyczerpujący i spójny, ani za zgodny z naturą języka, dał on jednak podstawy do dalszych analiz pojęcia kategorii. Arystoteles wyróżnił następujące kategorie:
- Substancja (substancja konkretna, „coś”) – np. ta oto książka
- Kategorie przypadłościowe:

1. ilość – np. dwa
2. jakość – np. czerwony
3. stosunek (relacja) – np. jest mniejszy
4. miejsce – np. Mandżurii
5. czas – np. wczoraj
6. położenie – np. stoi
7. posiadanie – np. jest ubrany
8. działanie – np. chodzi
9. doznawanie – np. jest mu zimno

Spośród poglądów poarystotelesowskich szczególne znaczenie mają poglądy Immanuela Kanta i badania logików i filozofów polskich XX wieku. Kant w sporze, czy kategorie istnieją poza umysłem (jak głosił Arystoteles), czy w umyśle, zajął drugie stanowisko – głosił, że kategorie istnieją tylko w umyśle i są sposobami, w jaki porządkuje on doświadczenie, sprowadzając tym samym analizę pojęcia kategorii do analizy struktury myślenia. Poza sporami o transcendentność kategorii, znaczenie miał spór o ich liczbę – spośród różnych kategorii przedmiotów (jak relacja, stan rzeczy, proces, rzecz itp.) niektórzy filozofowie próbowali sprowadzać jedne do drugich – szczególnie jaskrawym przypadkiem jest tu reizm Tadeusza Kotarbińskiego, który wyróżniał tylko jedną kategorię przedmiotów, którą była kategoria rzeczy. Innym istotnym zagadnieniem była relacja Boga do pojęcia kategorii – czy jest on substancją, czy stanowi samodzielną kategorię, czy też może przekracza kategorie. Logicy polscy podjęli pogłębione analizy arystotelesowskiej koncepcji kategorii, tworząc gramatykę kategorialną.